# Alosa fallax
La saboga (Alosa fallax) es una especie de pez de la familia Clupeidae. Se encuentra en Albania, Argelia, Austria, Bélgica, Bulgaria, Croacia, Chipre, Dinamarca, Egipto, Estonia, Finlandia, Francia, Alemania, Grecia, Irlanda, Israel, Italia, Letonia, Líbano, Lituania, Malta, Marruecos, los Países Bajos, Noruega, Polonia, Portugal, Rusia, Serbia y Montenegro, España, Suecia, Suiza, Siria, Túnez, Turquía, y el Reino Unido.